# Sport-Club Paderborn 07 2007-2008
Questa voce raccoglie le informazioni riguardanti lo Sport-Club Paderborn 07 nelle competizioni ufficiali della stagione 2007-2008.

## Stagione
Nella stagione 2007-2008 il Paderborn, allenato da Pavel Dočev, concluse il campionato di 2. Bundesliga al 17º posto e retrocesse in 3. Liga. In Coppa di Germania il Paderborn fu eliminato al secondo turno dallo Stoccarda.

## Rosa
| N. |                     | Ruolo | Calciatore            |
| -- | ------------------- | ----- | --------------------- |
| 1  | Germania (bandiera) | P     | Lukas Kruse           |
| 31 | Germania (bandiera) | P     | Sebastian Lange       |
| 20 | Germania (bandiera) | P     | Carsten Nulle         |
| 16 | Germania (bandiera) | D     | Thorsten Becker       |
| 5  | Serbia (bandiera)   | D     | Dusko Djurisic        |
| 21 | Germania (bandiera) | D     | Nils Döring           |
| 2  | Germania (bandiera) | D     | David Fall            |
| 25 | Germania (bandiera) | D     | Karsten Fischer       |
| 26 | Germania (bandiera) | D     | Sören Gonther         |
| 24 | Camerun (bandiera)  | D     | Marc Gouiffe á Goufan |
| 23 | Germania (bandiera) | D     | Sören Halfar          |
| 6  | Germania (bandiera) | D     | Thomas Kläsener       |
| 4  | Germania (bandiera) | D     | David Pisot           |
| 34 | Germania (bandiera) | D     | Christian Strohdiek   |
| 12 | Belgio (bandiera)   | C     | Garry De Graef        |
| 29 | Canada (bandiera)   | C     | Junior Hoilett        |

| N. |                        | Ruolo | Calciatore          |
| -- | ---------------------- | ----- | ------------------- |
| 34 | Germania (bandiera)    | C     | Ardian Jevric       |
| 18 | Germania (bandiera)    | C     | Markus Krösche      |
| 10 | Serbia (bandiera)      | C     | Nebojša Krupniković |
| 15 | Germania (bandiera)    | C     | Sven Lintjens       |
| 7  | Germania (bandiera)    | C     | Stephan Maaß        |
| 27 | Germania (bandiera)    | C     | Emil Noll           |
| 9  | Germania (bandiera)    | C     | Timo Röttger        |
| 22 | Germania (bandiera)    | C     | Benjamin Schüßler   |
| 17 | Zambia (bandiera)      | C     | Andrew Sinkala      |
| 33 | Germania (bandiera)    | A     | Jérôme Assauer      |
| 32 | Montenegro (bandiera)  | A     | Dragan Bogavac      |
| 19 | Germania (bandiera)    | A     | Danko Boskovic      |
| 8  | Serbia (bandiera)      | A     | Jovan Damjanović    |
| 28 | Paesi Bassi (bandiera) | A     | Erwin Koen          |
| 13 | Germania (bandiera)    | A     | Alexander Löbe      |
| 11 | Germania (bandiera)    | A     | René Müller         |

## Organigramma societario
Area tecnica
- Allenatore: Pavel Dočev
- Allenatore in seconda:
- Preparatore dei portieri: Zsolt Petry
- Preparatori atletici:

## Risultati

### 2. Bundesliga

#### Girone di andata
| Arbitro: | Drees |

|  |           |                        |
|  | Marcatori | 61’ Sichone 87’ Müller |

| Arbitro: | Frank |

|                    |           |  |
| Banović 61’ (rig.) | Marcatori |  |

| Osnabrück 24 agosto 2007, ore 18:00 CEST 3ª giornata | Osnabrück  | 0 – 0 referto | Paderborn | Osnatel Arena (16 300 spett.)\| Arbitro: \| Wingenbach \| |
| Arbitro:                                             | Wingenbach |               |           |                                                           |

| Arbitro: | Lupp |

|  |           |             |
|  | Marcatori | 68’ Geißler |

| Kaiserslautern 14 settembre 2007, ore 18:00 CEST 5ª giornata | Kaiserslautern | 0 – 0 referto | Paderborn | Fritz-Walter-Stadion (20 100 spett.)\| Arbitro: \| Winkmann \| |
| Arbitro:                                                     | Winkmann       |               |           |                                                                |

| Arbitro: | Steinhaus |

|  |           |                        |
|  | Marcatori | 26’ Jaissle 45’ Copado |

| Arbitro: | Welz |

|                                |           |              |
| Kolev 17’ Németh 22’ Pecka 76’ | Marcatori | 36’ Kläsener |

| Arbitro: | Gräfe |

|              |           |             |
| Schüßler 57’ | Marcatori | 44’ Diabang |

| Arbitro: | Walz |

|                           |           |          |
| Braun 7’ Takyi 19’ (rig.) | Marcatori | 51’ Koen |

| Arbitro: | Brych |

|                      |           |                         |
| Koen 12’ Sinkala 33’ | Marcatori | 8’ Torghelle 14’ Werner |

| Arbitro: | Rafati |

|                   |           |            |
| Novakovič 4’, 89’ | Marcatori | 51’ Döring |

| Arbitro: | Grudzinski |

|          |           |              |
| Koen 17’ | Marcatori | 36’ Hoogland |

| Coblenza 13 novembre 2007, ore 18:00 CET 13ª giornata | Coblenza | 0 – 0 referto | Paderborn | Stadion Oberwerth (7 348 spett.)\| Arbitro: \| Hartmann \| |
| Arbitro:                                              | Hartmann |               |           |                                                            |

| Arbitro: | Schößling |

|              |           |  |
| Schüßler 66’ | Marcatori |  |

| Monaco di Baviera 2 dicembre 2007, ore 14:00 CET 15ª giornata | Monaco 1860 | 0 – 0 referto | Paderborn | Allianz Arena (28 100 spett.)\| Arbitro: \| Christ \| |
| Arbitro:                                                      | Christ      |               |           |                                                       |

| Arbitro: | Anklam |

|          |           |           |
| Koen 21’ | Marcatori | 73’ König |

| Arbitro: | Fleischer |

|               |           |              |
| Coulibaly 55’ | Marcatori | 74’ Djurisic |

#### Girone di ritorno
| Arbitro: | Schriever |

|                      |           |                   |
| Bancé 12’ Türker 24’ | Marcatori | 42’ (aut.) Müller |

| Arbitro: | Hartmann |

|                    |           |                        |
| Löbe 44’, 48’, 63’ | Marcatori | 30’ Ampomah 72’ Akrout |

| Arbitro: | Brych |

|            |           |                                                |
| Müller 86’ | Marcatori | 53’ Thomik 62’ Reichenberger 80’ (rig.) Cichon |

| Arbitro: | Schmidt |

|                                                             |           |  |
| Nemec 13’ Orahovac 42’, 73’ Curri 45’ Grech 52’ Petrouš 63’ | Marcatori |  |

| Paderborn 2 marzo 2008, ore 14:00 CET 22ª giornata | Paderborn | 0 – 0 referto | Kaiserslautern | Hermann-Löns-Stadion (5 882 spett.)\| Arbitro: \| Henschel \| |
| Arbitro:                                           | Henschel  |               |                |                                                               |

| Arbitro: | Aytekin |

|             |           |  |
| Eduardo 58’ | Marcatori |  |

| Arbitro: | Lupp |

|  |           |           |
|  | Marcatori | 2’ Herzig |

| Arbitro: | Christ |

|  |           |            |
|  | Marcatori | 58’ Müller |

| Arbitro: | Kircher |

|                                    |           |          |
| Löbe 33’, 61’ Koen 66’, 77’ (rig.) | Marcatori | 32’ Kuru |

| Arbitro: | Sippel |

|                                         |           |  |
| Allagui 40’ Šimák 53’ (rig.) Werner 88’ | Marcatori |  |

| Arbitro: | Schößling |

|                      |           |                      |
| Bogavac 35’ Löbe 64’ | Marcatori | 32’ Helmes 51’ Antar |

| Arbitro: | Bandurski |

|                                                     |           |                |
| Baljak 29’ Borja 40’, 61’, 83’ Feulner 60’ Amri 90’ | Marcatori | 64’ Damjanović |

| Arbitro: | Anklam |

|                                  |           |                       |
| Fischer 18’ Löbe 27’ Bogavac 33’ | Marcatori | 28’ Kuqi 50’ Hartmann |

| Arbitro: | Dingert |

|           |           |             |
| Lanig 58’ | Marcatori | 76’ Krösche |

| Arbitro: | Schmidt |

|                                          |           |              |
| Gonther 37’ Koen 48’ Thorandt 90’ (aut.) | Marcatori | 61’ Bierofka |

| Arbitro: | Stachowiak |

|           |           |            |
| Catic 21’ | Marcatori | 67’ Goufan |

| Arbitro: | Schalk |

|                          |           |                                    |
| Hoilett 34’ Schüßler 45’ | Marcatori | 28’ Friend 52’ Coulibaly 58’ Marin |

### Coppa di Germania
| Arbitro: | Willenborg |

|  |           |             |
|  | Marcatori | 78’ Siradze |

| Arbitro: | Kempter |

|                                  |           |                     |
| Hitzlsperger 31’, 36’ Gómez 119’ | Marcatori | 66’ Koen 69’ Döring |

## Statistiche

### Statistiche di squadra
| Competizione      | Punti | In casa | In casa | In casa | In casa | In casa | In casa | In trasferta | In trasferta | In trasferta | In trasferta | In trasferta | In trasferta | Totale | Totale | Totale | Totale | Totale | Totale | DR  |
| Competizione      | Punti | G       | V       | N       | P       | Gf      | Gs      | G            | V            | N            | P            | Gf           | Gs           | G      | V      | N      | P      | Gf     | Gs     | DR  |
| ----------------- | ----- | ------- | ------- | ------- | ------- | ------- | ------- | ------------ | ------------ | ------------ | ------------ | ------------ | ------------ | ------ | ------ | ------ | ------ | ------ | ------ | --- |
| 2. Bundesliga     | 31    | 17      | 5       | 6       | 6       | 24      | 25      | 17           | 1            | 7            | 9            | 9            | 29           | 34     | 6      | 13     | 15     | 33     | 54     | -21 |
| Coppa di Germania | -     | 0       | 0       | 0       | 0       | 0       | 0       | 2            | 1            | 0            | 1            | 3            | 3            | 2      | 1      | 0      | 1      | 3      | 3      | 0   |
| Totale            | -     | 17      | 5       | 6       | 6       | 24      | 25      | 19           | 2            | 7            | 10           | 12           | 32           | 36     | 7      | 13     | 16     | 36     | 57     | -21 |

### Andamento in campionato
| Giornata  | 1  | 2  | 3  | 4  | 5  | 6  | 7  | 8  | 9  | 10 | 11 | 12 | 13 | 14 | 15 | 16 | 17 | 18 | 19 | 20 | 21 | 22 | 23 | 24 | 25 | 26 | 27 | 28 | 29 | 30 | 31 | 32 | 33 | 34 |
| --------- | -- | -- | -- | -- | -- | -- | -- | -- | -- | -- | -- | -- | -- | -- | -- | -- | -- | -- | -- | -- | -- | -- | -- | -- | -- | -- | -- | -- | -- | -- | -- | -- | -- | -- |
| Luogo     | C  | T  | T  | C  | T  | C  | T  | C  | T  | C  | T  | C  | T  | C  | T  | C  | T  | T  | C  | C  | T  | C  | T  | C  | T  | C  | T  | C  | T  | C  | T  | C  | T  | C  |
| Risultato | P  | P  | N  | P  | N  | P  | P  | N  | P  | N  | P  | N  | N  | V  | N  | N  | N  | P  | V  | P  | P  | N  | P  | P  | V  | V  | P  | N  | P  | V  | N  | V  | N  | P  |
| Posizione | 15 | 16 | 15 | 15 | 16 | 16 | 18 | 18 | 18 | 18 | 18 | 18 | 17 | 17 | 17 | 18 | 18 | 18 | 17 | 17 | 18 | 17 | 18 | 18 | 18 | 18 | 18 | 18 | 18 | 18 | 18 | 17 | 17 | 17 |

Legenda:

Luogo: C = Casa; T = Trasferta. Risultato: V = Vittoria; N = Pareggio; P = Sconfitta.

### Statistiche dei giocatori
| Giocatore      | 2. Bundesliga | 2. Bundesliga | 2. Bundesliga | 2. Bundesliga | Coppa di Germania | Coppa di Germania | Coppa di Germania | Coppa di Germania | Totale   | Totale | Totale      | Totale     |
| Giocatore      | Presenze      | Reti          | Ammonizioni   | Espulsioni    | Presenze          | Reti              | Ammonizioni       | Espulsioni        | Presenze | Reti   | Ammonizioni | Espulsioni |
| -------------- | ------------- | ------------- | ------------- | ------------- | ----------------- | ----------------- | ----------------- | ----------------- | -------- | ------ | ----------- | ---------- |
| L. Kruse       | 20            | 0             | 0             | 0             | 1                 | 0                 | 0                 | 0                 | 21       | 0      | 0           | 0          |
| S. Lange       | -             | -             | -             | -             | -                 | -                 | -                 | -                 | -        | -      | -           | -          |
| C. Nulle       | 3             | 0             | 0             | 0             | -                 | -                 | -                 | -                 | 3        | 0      | 0           | 0          |
| T. Becker      | -             | -             | -             | -             | -                 | -                 | -                 | -                 | -        | -      | -           | -          |
| D. Djurisic    | 31            | 1             | 0             | 0             | 2                 | 0                 | 0                 | 0                 | 33       | 1      | 0           | 0          |
| N. Döring      | 19            | 1             | 5             | 0             | 2                 | 1                 | 0                 | 0                 | 21       | 2      | 5           | 0          |
| D. Fall        | 26            | 0             | 4             | 1             | 1                 | 0                 | 1                 | 0                 | 27       | 0      | 5           | 1          |
| K. Fischer     | 15            | 1             | 0             | 0             | -                 | -                 | -                 | -                 | 15       | 1      | 0           | 0          |
| S. Gonther     | 14            | 1             | 2             | 0             | 1                 | 0                 | 0                 | 0                 | 15       | 1      | 2           | 0          |
| M. Goufan      | 28            | 1             | 9             | 0             | 2                 | 0                 | 2                 | 0                 | 30       | 1      | 11          | 0          |
| S. Halfar      | 18            | 0             | 1             | 0             | 1                 | 0                 | 0                 | 0                 | 19       | 0      | 1           | 0          |
| T. Kläsener    | 13            | 1             | 2             | 0             | 1                 | 0                 | 0                 | 0                 | 14       | 1      | 2           | 0          |
| D. Pisot       | 5             | 0             | 1             | 0             | -                 | -                 | -                 | -                 | 5        | 0      | 1           | 0          |
| C. Strohdiek   | -             | -             | -             | -             | -                 | -                 | -                 | -                 | -        | -      | -           | -          |
| G. De Graef    | 26            | 0             | 4             | 0             | -                 | -                 | -                 | -                 | 26       | 0      | 4           | 0          |
| J. Hoilett     | 13            | 1             | 0             | 0             | -                 | -                 | -                 | -                 | 13       | 1      | 0           | 0          |
| A. Jevric      | -             | -             | -             | -             | -                 | -                 | -                 | -                 | -        | -      | -           | -          |
| M. Krösche     | 25            | 1             | 7             | 2             | 2                 | 0                 | 1                 | 0                 | 27       | 1      | 8           | 2          |
| N. Krupniković | 17            | 0             | 2             | 0             | 1                 | 0                 | 0                 | 0                 | 18       | 0      | 2           | 0          |
| S. Lintjens    | 5             | 0             | 1             | 0             | -                 | -                 | -                 | -                 | 5        | 0      | 1           | 0          |
| S. Maaß        | 1             | 0             | 0             | 0             | -                 | -                 | -                 | -                 | 1        | 0      | 0           | 0          |
| E. Noll        | 14            | 0             | 4             | 0             | 2                 | 0                 | 0                 | 0                 | 16       | 0      | 4           | 0          |
| T. Röttger     | 12            | 0             | 3             | 1             | 2                 | 0                 | 0                 | 0                 | 14       | 0      | 3           | 1          |
| B. Schüßler    | 29            | 3             | 4             | 0             | 2                 | 0                 | 0                 | 0                 | 31       | 3      | 4           | 0          |
| A. Sinkala     | 11            | 1             | 3             | 0             | 1                 | 0                 | 1                 | 0                 | 12       | 1      | 4           | 0          |
| J. Assauer     | 6             | 0             | 2             | 0             | -                 | -                 | -                 | -                 | 6        | 0      | 2           | 0          |
| D. Bogavac     | 10            | 2             | 0             | 0             | -                 | -                 | -                 | -                 | 10       | 2      | 0           | 0          |
| D. Boskovic    | 3             | 0             | 0             | 0             | -                 | -                 | -                 | -                 | 3        | 0      | 0           | 0          |
| J. Damjanović  | 12            | 1             | 2             | 0             | -                 | -                 | -                 | -                 | 12       | 1      | 2           | 0          |
| E. Koen        | 24            | 7             | 10            | 0             | 1                 | 1                 | 0                 | 0                 | 25       | 8      | 10          | 0          |
| A. Löbe        | 26            | 7             | 2             | 0             | 1                 | 0                 | 0                 | 0                 | 27       | 7      | 2           | 0          |
| R. Müller      | 16            | 2             | 3             | 0             | -                 | -                 | -                 | -                 | 16       | 2      | 3           | 0          |
| A. Bade        | 13            | 0             | 1             | 1             | 1                 | 0                 | 0                 | 0                 | 14       | 0      | 1           | 1          |
| D. Brinkmann   | 3             | 0             | 0             | 0             | 1                 | 0                 | 0                 | 0                 | 4        | 0      | 0           | 0          |
| J. Männer      | 7             | 0             | 0             | 0             | 2                 | 0                 | 0                 | 0                 | 9        | 0      | 0           | 0          |
| D. Siradze     | 9             | 0             | 2             | 0             | 1                 | 1                 | 0                 | 0                 | 10       | 1      | 2           | 0          |